# Luc Besson

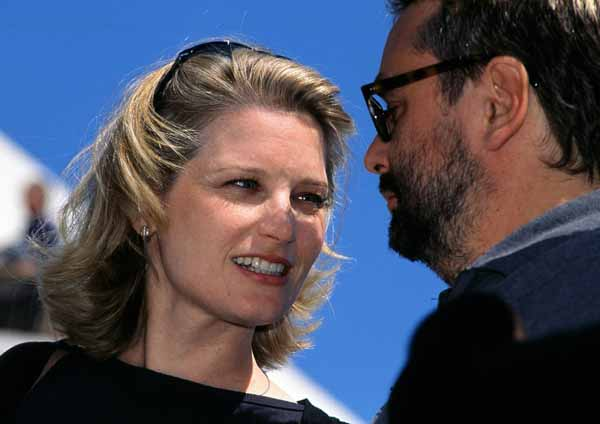
Bridget Fonda i Besson na 54. MFF w Cannes (2001)

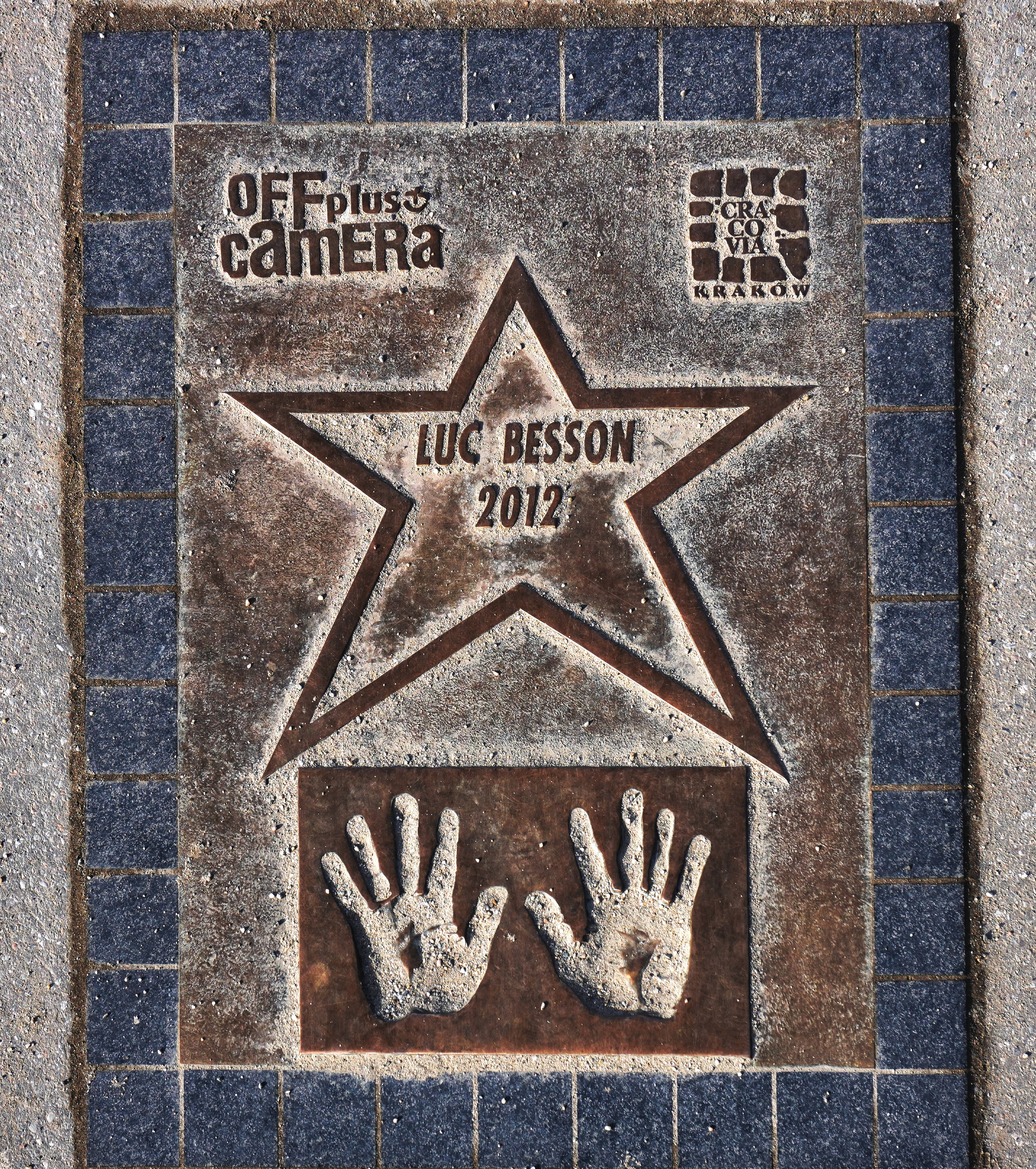
Gwiazda Luca Bessona na Alei Gwiazd w Krakowie

Luc Paul Maurice Besson (ur. 18 marca 1959 w Paryżu) – francuski reżyser, scenarzysta i producent filmowy.

## Życiorys
W swoim dorobku ma prawie 50 filmów, które wyreżyserował, wyprodukował lub był scenarzystą. Jest twórcą m.in. Wielkiego błękitu, największego sukcesu kina francuskiego lat 80. Inne jego filmy to Nikita, Leon zawodowiec, Piąty element, Joanna d’Arc. Od 2000 jest właścicielem wytwórni filmowej EuropaCorp.
Przewodniczył jury konkursu głównego na 53. MFF w Cannes (2000).

## Filmografia
| Rok  | Tytuł                                                                                           | Reżyser | Scenarzysta | Producent |
| ---- | ----------------------------------------------------------------------------------------------- | ------- | ----------- | --------- |
| 1981 | L’Avant Dernier                                                                                 | T       | T           | T         |
| 1983 | Ostatnia walka (Le Dernier combat)                                                              | T       | T           | T         |
| 1985 | Metro (Subway)                                                                                  | T       | T           | T         |
| 1986 | Kamikadze (Kamikaze)                                                                            |         | T           | T         |
| 1988 | Wielki błękit (Le Grand bleu)                                                                   | T       | T           |           |
| 1990 | Nikita (La Femme Nikita)                                                                        | T       | T           | T         |
| 1992 | Atlantis                                                                                        | T       | T           | T         |
| 1992 | Zimny księżyc (Lune froide)                                                                     |         |             | T         |
| 1993 | Kryptonim Nina (Point of no Return)                                                             | T       | T           | T         |
| 1994 | Leon zawodowiec (Léon)                                                                          | T       | T           |           |
| 1997 | Piąty element (The Fifth element)                                                               | T       | T           |           |
| 1998 | Taxi                                                                                            |         | T           | T         |
| 1999 | Joanna D’Arc (The Messenger: The Story of Joan of Arc)                                          | T       | T           | T         |
| 2000 | Taxi 2                                                                                          |         | T           | T         |
| 2001 | Pocałunek smoka (Kiss of the Dragon)                                                            |         | T           | T         |
| 2001 | Yamakasi – współcześni samurajowie (Yamakasi – Les Samurai des Temps Modernes)                  |         | T           |           |
| 2001 | Wasabi: Hubert zawodowiec (Wasabi)                                                              |         | T           | T         |
| 2002 | Transporter (The Transporter)                                                                   |         | T           | T         |
| 2003 | Najlepsi z najlepszych (Michel Vaillant)                                                        |         | T           | T         |
| 2003 | Taxi 3                                                                                          |         | T           | T         |
| 2003 | Fanfan Tulipan (Fanfan la tulipe)                                                               |         | T           | T         |
| 2004 | Purpurowe rzeki II: Aniołowie apokalipsy (Les Rivières pourpres II – Les anges de l’apocalypse) |         | T           |           |
| 2004 | 13 Dzielnica (Banlieue 13)                                                                      |         | T           | T         |
| 2005 | Angel-A                                                                                         | T       | T           | T         |
| 2005 | Człowiek pies (Danny the Dog)                                                                   |         | T           | T         |
| 2005 | Transporter 2 (The Transporter 2)                                                               |         | T           | T         |
| 2005 | Revolver                                                                                        |         |             | T         |
| 2006 | Artur i Minimki (Arthur et les Minimoys)                                                        | T       | T           | T         |
| 2006 | SEXiPISTOLS (Bandidas)                                                                          |         | T           | T         |
| 2007 | Taxi 4                                                                                          |         | T           | T         |
| 2008 | Uprowadzona (Taken)                                                                             |         | T           | T         |
| 2009 | Artur i zemsta Maltazara (Arthur et la vengeance de Maltazard)                                  | T       | T           | T         |
| 2009 | 13 Dzielnica – Ultimatum (Banlieue 13 – Ultimatum)                                              |         | T           | T         |
| 2010 | Artur i Minimki 3. Dwa światy (Arthur et la guerre des deux mondes)                             | T       | T           | T         |
| 2010 | Pozdrowienia z Paryża (From Paris with Love)                                                    |         | T           | T         |
| 2010 | Niezwykłe przygody Adeli Blanc-Sec (Les Aventures extraordinaires d’Adèle Blanc-Sec)            | T       | T           | T         |
| 2011 | Lady (The Lady)                                                                                 | T       | T           | T         |
| 2013 | Porachunki (The Family)                                                                         | T       | T           | T         |
| 2014 | 72 godziny (3 Days to Kill)                                                                     |         | T           | T         |
| 2014 | Lucy                                                                                            | T       | T           | T         |
| 2014 | Brick Mansions. Najlepszy z najlepszych (Brick Mansions)                                        |         | T           | T         |
| 2014 | Eskorta (The Homesman)                                                                          |         |             | T         |
| 2014 | Uprowadzona 3 (Taken 3)                                                                         |         | T           | T         |
| 2017 | Valerian i miasto tysiąca planet                                                                | T       | T           | T         |
| 2017 | Renegaci (Renegades)                                                                            |         | T           | T         |
| 2018 | Taxi 5                                                                                          |         |             | T         |
| 2019 | Anna                                                                                            | T       | T           | T         |
| 2022 | Koszmar tamtych lat                                                                             |         | T           | T         |
| 2023 | DogMan                                                                                          | T       | T           |           |

## Nagrody
- Nagroda BAFTA 1998: Nic doustnie Nagroda im. Alexandra Kordy dla najwybitniejszego brytyjskiego filmu roku
- Cezar 1998: Najlepszy reżyser za Piąty element
- Czeski Lew 1996: Najlepszy film zagraniczny za Leon zawodowiec